# Tokyo Yakult Swallows
O Tokyo Yakult Swallows é um clube profissional de beisebol sediado em Tóquio, Japão. A equipe disputa a Nippon Professional Baseball. É vencedor de cinco títulos da liga.

## História
Foi fundado em 1950.